# Waldstraße 4 (Gernrode)

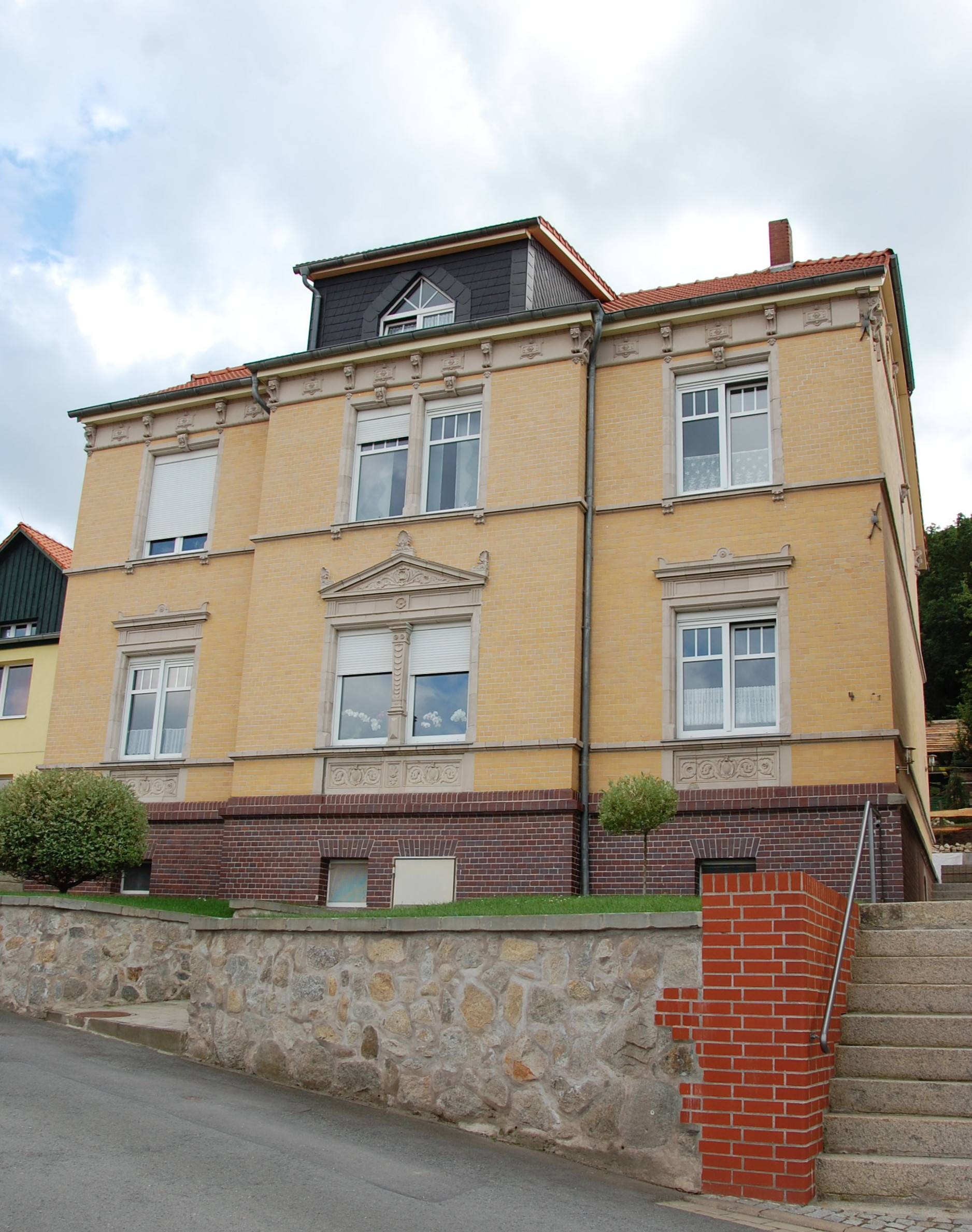
Haus Waldstraße 4

Das Haus Waldstraße 4 ist ein denkmalgeschütztes Gebäude in dem zur Stadt Quedlinburg in Sachsen-Anhalt gehörenden Ortsteil Stadt Gernrode.

## Lage
Es befindet sich südwestlich der Gernröder Altstadt und ist im örtlichen Denkmalverzeichnis als Wohnhaus eingetragen.

## Architektur und Geschichte
Das zweigeschossige Gebäude entstand in der Zeit um 1900 in massiver Bauweise. Bedeckt ist der aus hellen Klinkern errichtete Bau von einem Krüppelwalmdach. Die Fassade präsentiert sich symmetrisch und wird von einem Mittelrisaliten dominiert. An den Brüstungsspiegeln, an den Fensterverdachungen und am Traufgesims sind schlichte Dekorationselemente aus Stuck vorhanden.